# آرتیوم وارطانیان
آرتیوم میساکی وارطانیان (ارمنی: Արտյոմ Վարդանյան؛  زادهٔ ۲۵ ژوئن ۱۹۱۲ - درگذشته ۱۲ اکتبر ۱۹۸۰) سیاستمدار، چهره اقتصادی اهل ارمنستان بود.

## زندگی‌نامه
وی در ۲۵ ژوئن ۱۹۱۲ در قارص به دنیا آمد و از انستیتو فلزات غیرآهنی قفقاز شمالی (۱۹۳۳) فارغ‌التحصیل گشت. همچنین برندهٔ جوایزی همچون نشان پرچم سرخ کار، نشان برجسته افتخار، نشان انقلاب اکتبر، قهرمان کار سوسیالیست (۱۹۶۳)، جایزه لنین و نشان لنین (۱۹۶۱) شده است. وی در ۱۲ اکتبر ۱۹۸۰ در سن ۶۸ سالگی در آلماتی درگذشت و آرامستان مرکزی آلماتی به خاک سپرده شد.

## یادداشت
1. ↑  ԽՍՀՄ գերագույն խորհրդի պատգամավոր